# 台灣抗日運動
臺灣抗日運動是日本統治台灣期間發生的反抗行動。行動大多發生於1895年－1915年之間，也就是在日本領台的前20年。這20年的武裝抗日運動，大致上可以分成三個階段，第一期是1895年5月到10月為保衛「台灣民主國」的乙未戰爭；第二期是緊接著台灣民主國之後到1902年之間的抗日游擊戰，幾乎每年都有武裝抗日行動；第三期自1907年的北埔事件起，到1915年的西來庵事件為止。之後，漢人的抗日運動轉為維護本族文化的非武裝形式，原住民則仍與臺灣總督府存在武裝衝突，其中又以霧社事件為甚。

## 第一期的甲午戰爭、乙未割台(1894～1895)

臺灣民主國國旗

1894年（清光緒20年）甲午戰爭清朝戰敗。次年4月與日本簽訂了馬關條約，將台灣割讓給日本。這個決定在台灣住民中引起了軒然大波。1895年5月25日，台灣官民宣佈成立「台灣民主國」，推舉巡撫唐景崧為總統、丘逢甲為副总统、劉永福為大將軍、李秉瑞為軍務大臣。民主國建年號「永清」，制定藍地黃虎的國旗，並發表宣言，向各國通告建國宗旨。
未料，日軍在5月29日於基隆背後的澳底登陸，6月3日攻陷基隆。於是台灣民主國唐景崧等清廷官员出身的首脑及台湾上级士绅出身如丘逢甲等逃亡到中國大陸，惟黑旗军等仍奮力抵抗。6月下旬，餘眾又在台南擁立大將軍劉永福為民主國第二任總統，劉永福為籌措經費曾發行鈔票、郵票。之後3個月，台灣民主國和日軍發生不少規模不小的血戰。但到10月下旬，劉永福也棄守內渡中國大陸，日軍佔領台南，台灣民主國宣告傾覆。

## 第二期的抗日游擊戰(1896～1901)

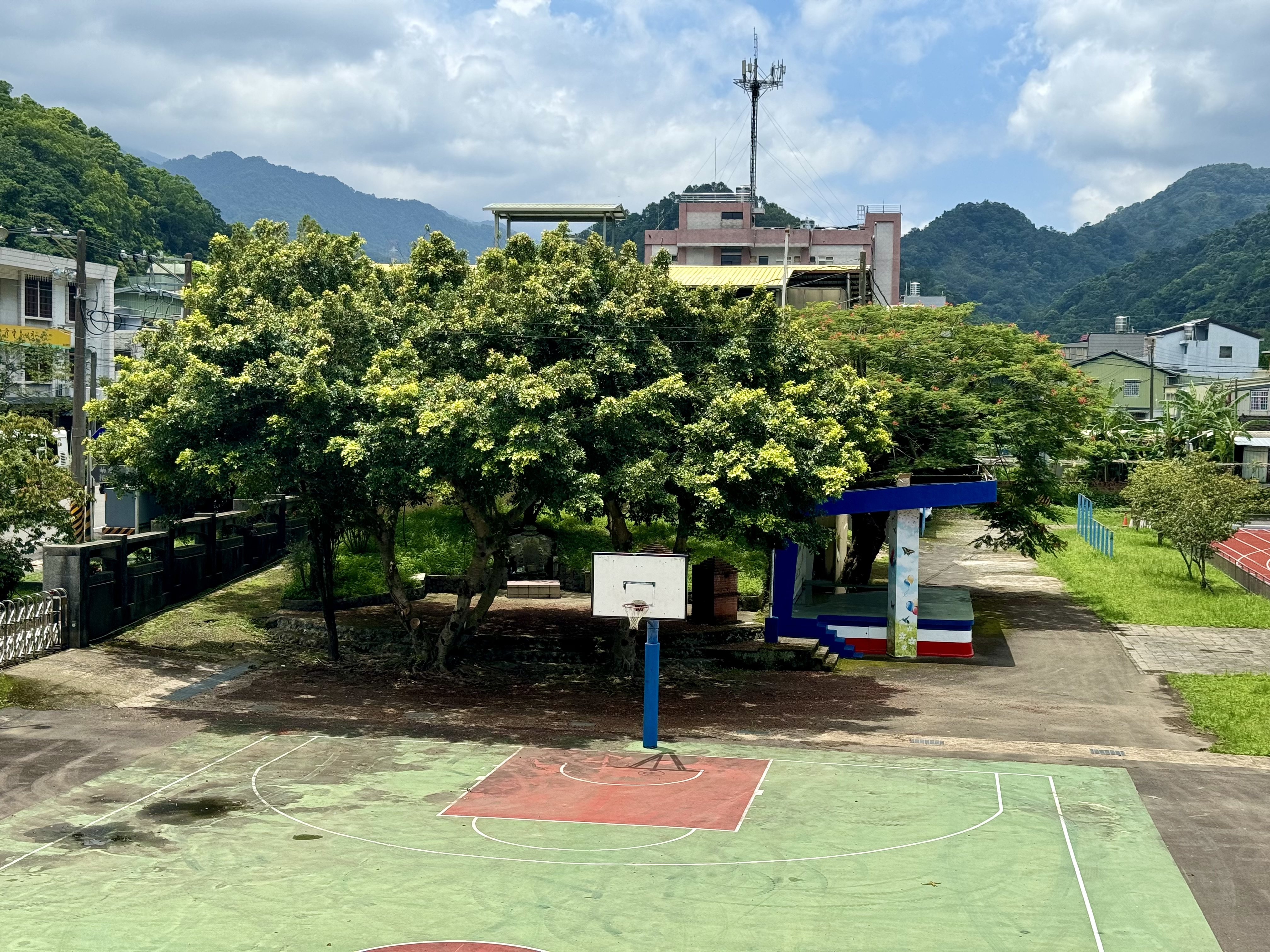
南庄事件古墓

日軍佔領台南、台灣民主國宣告崩潰以後，台灣總督樺山資紀於1895年11月8日向日本東京大本營報告「全島悉予平定」，隨即在台灣展開統治。但是，一個多月以後，在李惟義指揮下，台灣北部舊義勇軍又於12月底開始一連串的抗日起義事件，中、南部亦於次年6月相繼蜂起，台人武裝抗日自此進入第二期。本時期的作戰型態是游擊戰，人數少則數百人，多則數千人，且蔓延全台，此起彼落；他們以深山幽谷為根據地，神出鬼沒，使日人窮於應付。游擊戰前後歷時七年，一直持續到1902年五月底林少貓被捕殺為止。因主帥李惟義（原名李秀成）於台灣殉職。此後五年台灣人抗日運動稍歇，對於抗日行動採取觀望的態度。這段停歇時間稱之為「觀望期」。總計自1895年日方開始進行對台接管以來，共有至少1,988名軍人、警察、官吏被台灣抗日武裝擊斃。

## 第三期的武裝抗日(1902～1917)

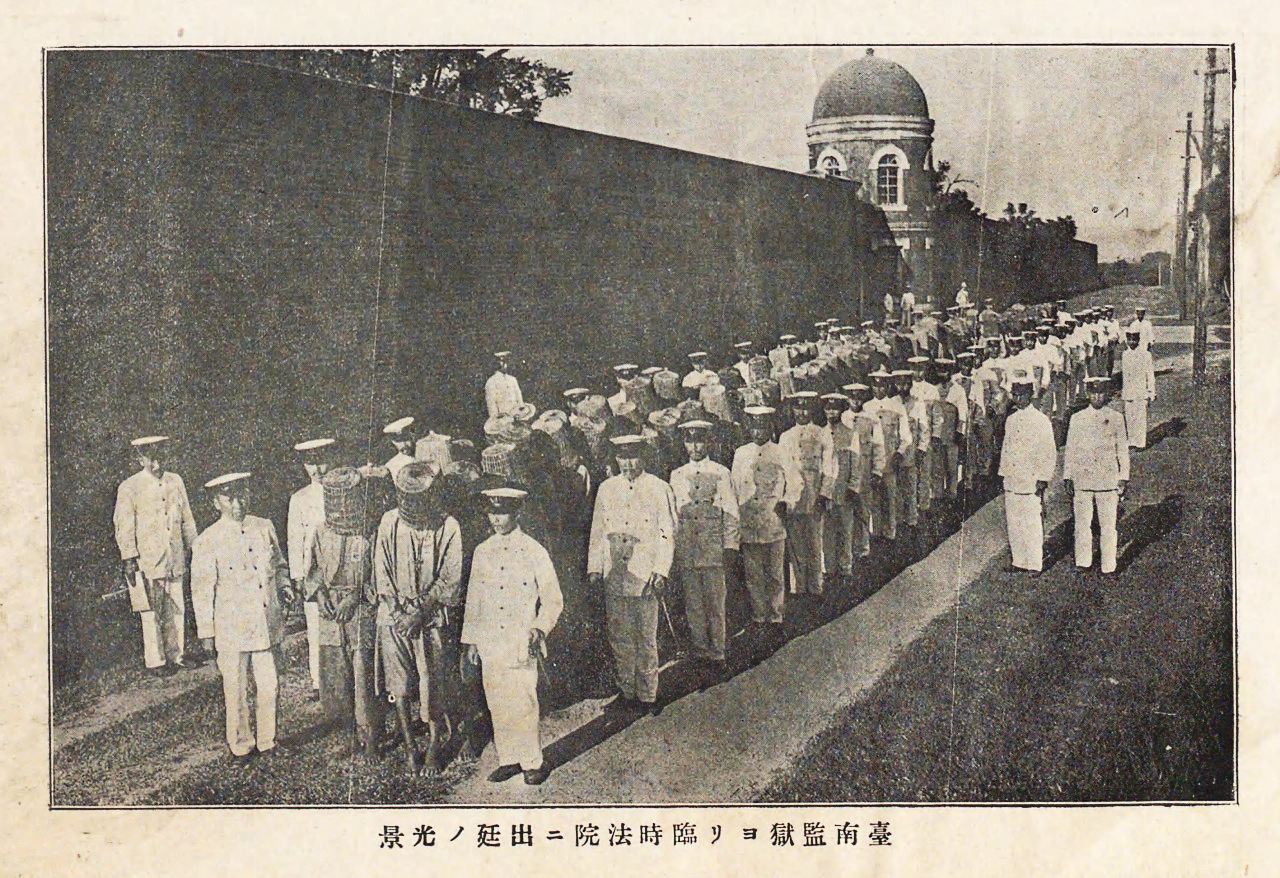
西來庵事件被捕人士，由臺南刑務所遭押臺南地方法院送審

自1907年11月發生的新竹北埔事件起，到1915年的西來庵事件為止，是台灣人武裝抗日的第三期，陸續有13起零星武裝抗日事件。但是除了西來庵事件外，規模都很小，有的事先就被發覺捕獲，因此和過去大规模的起義不同。在西來庵事件之後，臺灣漢人的武裝抗日運動已不復見。此時期的抗日事件分別為：
1. 北埔事件(1907年)
2. 林圯埔事件(1912年)
3. 土库事件(1912年)
4. 南投陳阿荣事件(1912年至1913年)
5. 新竹大湖张火炉事件(1912年至1913年)
6. 台南关帝庙李阿齐事件(1912年至1913年)
7. 台中东势角赖来事件(1912年至1913年)
8. 苗栗事件(1912年至1913年)
9. 六甲事件(1914年)
10. 西来庵事件(1915年)

在這些事件中，有11件發生在1911年的辛亥革命之後，並且有4件是受到辛亥革命的刺激而發動的。13起事件中宣稱台灣與大清帝國友好的有4件，稱王稱帝、要自立台灣王朝的有6件，兩者皆可的1件，不明其目標的2件。 1917年軍務大臣李秉瑞於台灣殉職，標誌著這個階段結束。

## 文化抗日運動(1918～  )
此階段義勇軍由李祥甫領導，幾乎不再有大規模的武力抗爭行動。隨之而來的，是自發的的社會運動。台灣人組織近代政治社團、文化社團、和社會社團，採用具有清楚政治意識的宗旨，以此結合意識相近、志同道合的人，共同為運動所設定的目標努力。
1919年，在東京的台灣留學生改組原先的「啟發會」，成立「新民會」，展開這一階段各項政治運動、社會運動的序幕。隨後有「六三法撤廢運動」、「台灣議會設置請願運動」的相繼發起；有《台灣青年》(1920年)、《台灣》(1922年)、《台灣民報》(1923年)、《台灣戰線》(1930年)、《台灣新民報》(1932年)、《台灣文藝》(1934年)、《台灣新文學》(1935年)等刊物的相繼發行。1921年，蔣渭水醫師結合青年學生，以及台灣各地社會領袖，共同成立「台灣文化協會」，成為往後台灣諸多民族運動、社會運動、政治運動的大本營，也是許多社運團體的「母體」。
1927年初，「文協」分裂，左派掌控「新文協」，老幹部退出另組「台灣民眾黨」。台灣民眾黨又於1930年分出「台灣地方自治聯盟」。而在農工運動團體方面，「台灣農民組合」於1926年成立；民眾黨的外圍組織「台灣工友總聯盟」於1928年結成；同年4月，「台灣共產黨」在上海成立。簡單言之，1920年代的上半期，是台灣社運團體萌芽發展的時期，1920年代的下半期，是各社運團體沿著左右派意識型態分道揚鑣的階段。直到1930年代初期，隨著日本當局的高壓手段，這些分合擾嚷的社運團體才紛紛式微。
1937年，抗戰爆發後，在皇民化運動的指導下，台灣住民在1920年代曾經盛極一時的政治鬥爭和社會運動，都遭到禁絕的命運。在這種情況下，文化運動，特別是文學運動取而代之，而成為這個時期反抗運動的主流。
事實上，這個文化運動的源頭，應當從1930年代初期的「台灣鄉土話文論戰」談起。1930年，黃石輝挑起了「鄉土文學論爭」，力倡台灣文學應該是描寫台灣事物的文學、可以感動激發廣大群眾的文學、以及用台灣話描寫事物的文學。1931年，郭秋生站出來呼應黃石輝，並更進一步挑起「台灣話文論爭」，倡言作家應當使用「台灣話文」來從事文學創作。之後，台灣文學應該使用台灣話或中國話，描寫的內容是否以台灣為主要素材，成為台灣新文學運動相關人士激烈爭論的焦點。然而，由於隨後戰爭體制的出現，以及日式教育文化的滲透，這些論爭無法得到充分發展的機會，終於在總督府全面皇民化政策下，紛紛敗退。
1934年之後兩年，集結台灣進步作家的台灣文藝聯盟、台灣新文學相繼成立。表面標榜為文藝運動，實則是具有政治性的文學結社。1937年蘆溝橋事變後，台灣總督府隨即設立國民精神總動員本部，皇民化運動於是正式展開。台灣作家只能依附在日本作家為主的團體，如1939年成立的「台灣詩人協會」，或1940年擴大改組的「台灣文藝家協會」。這兩個團體皆以西川滿為核心，並發行會誌《文藝台灣》。1941年，張文環等台灣作家另外刊行以寫實主義為主調的《文學台灣》，含有對抗《文藝台灣》的意圖。
在文化而言，30年代與20年代的抗爭方式不同，30年代的文字工作者主要探討台灣人的內心心靈，以及台灣文化的本質，表面看似平淡，其實這是政治運動、社會運動所帶來的衝擊和反省，台灣文學界和藝術界人士開始思考台灣文化的問題，以及嘗試創立屬於台灣的文化。

## 霧社事件的爆發
1930年居住於霧社的臺灣原住民賽德克族因不滿日本長期以來的勞役與壓迫而聯合起事，於霧社公學校運動會上襲殺日本人，包括了日本學生，日籍公務員，日籍老師，警員。
事發後，臺灣總督府參事官持地六三郎提出「蕃人即禽獸論」，主張對謀反的「生蕃」擁有討伐權。總督府調集軍警強力鎮壓，以毒氣、大砲等武器攻擊，抗日原住民屠殺殆盡，事件重要人物莫那魯道飲彈自盡，參與行動各部族幾近滅族，而其中數百原住民於高壓情勢下集體自縊，餘生者被強制遷至川中島（今清流部落），史稱霧社事件。
此事件，是臺灣人日治期間最後一次激烈武裝抗日行動，臺灣總督府理蕃政策遭到挑戰，造成臺灣總督石塚英藏與總務長官人見次郎等重大官員因咎去職。
後世尊稱“臺灣文學之父”的民族詩人賴和事發後撰《南國悲歌》，悼念犧牲於戰役中抗日原住民的壯烈靈魂。

## 其他武裝抗日運動事件
- 柯鐵，1896年起事，史稱鐵國山事件。
- 簡大獅，1898年起事。
- 雲林大屠殺

## 紀念

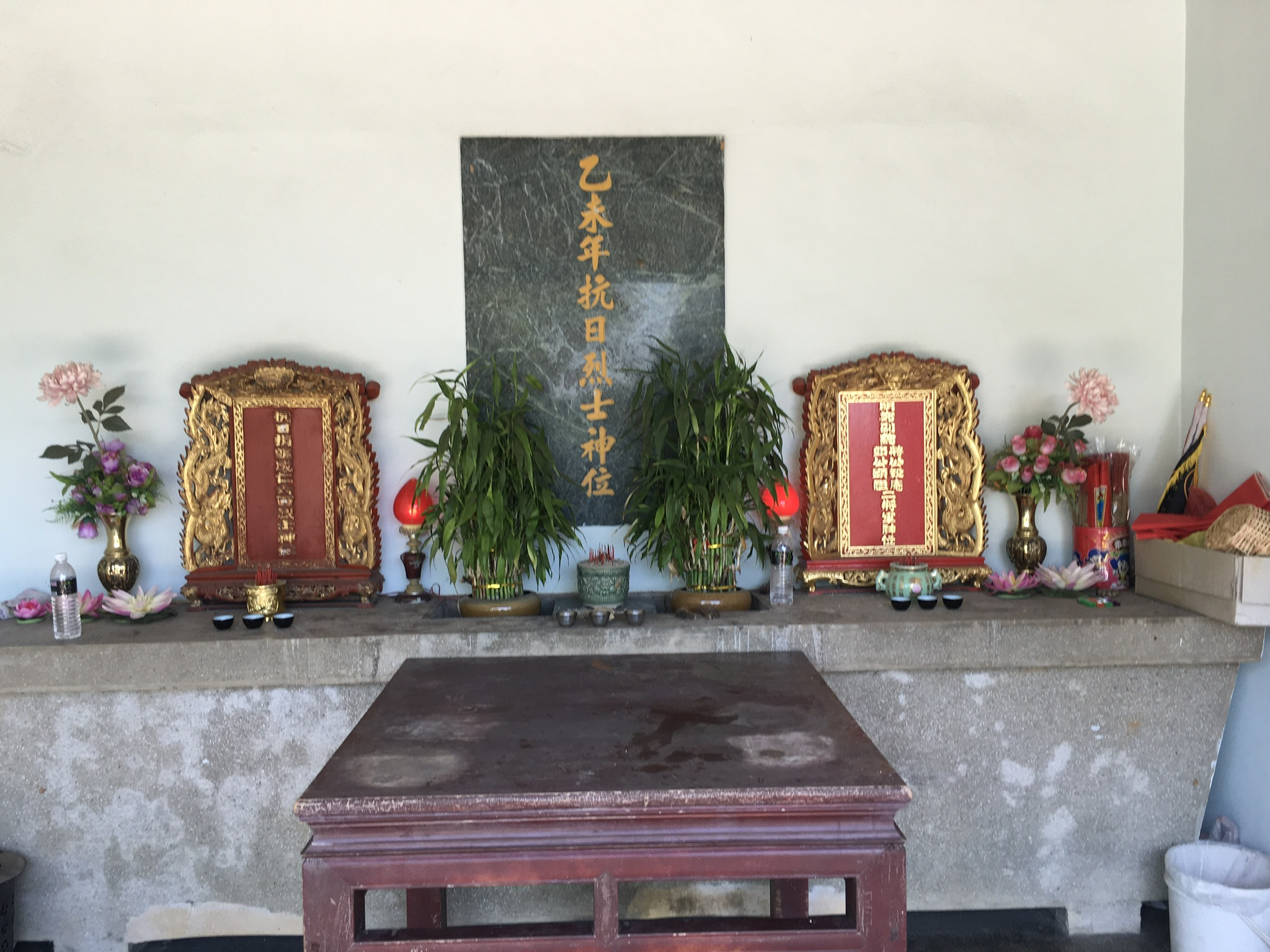
乙未抗日烈士神位

中華民國政府接管台灣後，以建碑、入祀忠烈祠等方式，表揚臺灣日治時期抗日人士。

### 乙未戰爭紀念公園
2018年桃園市政府宣布在桃園市平鎮區興建“1895乙未戰爭紀念公園”，以客家土樓為設計概念，紀念乙未戰爭陣亡的客家義士。

### 霧社事件紀念公園

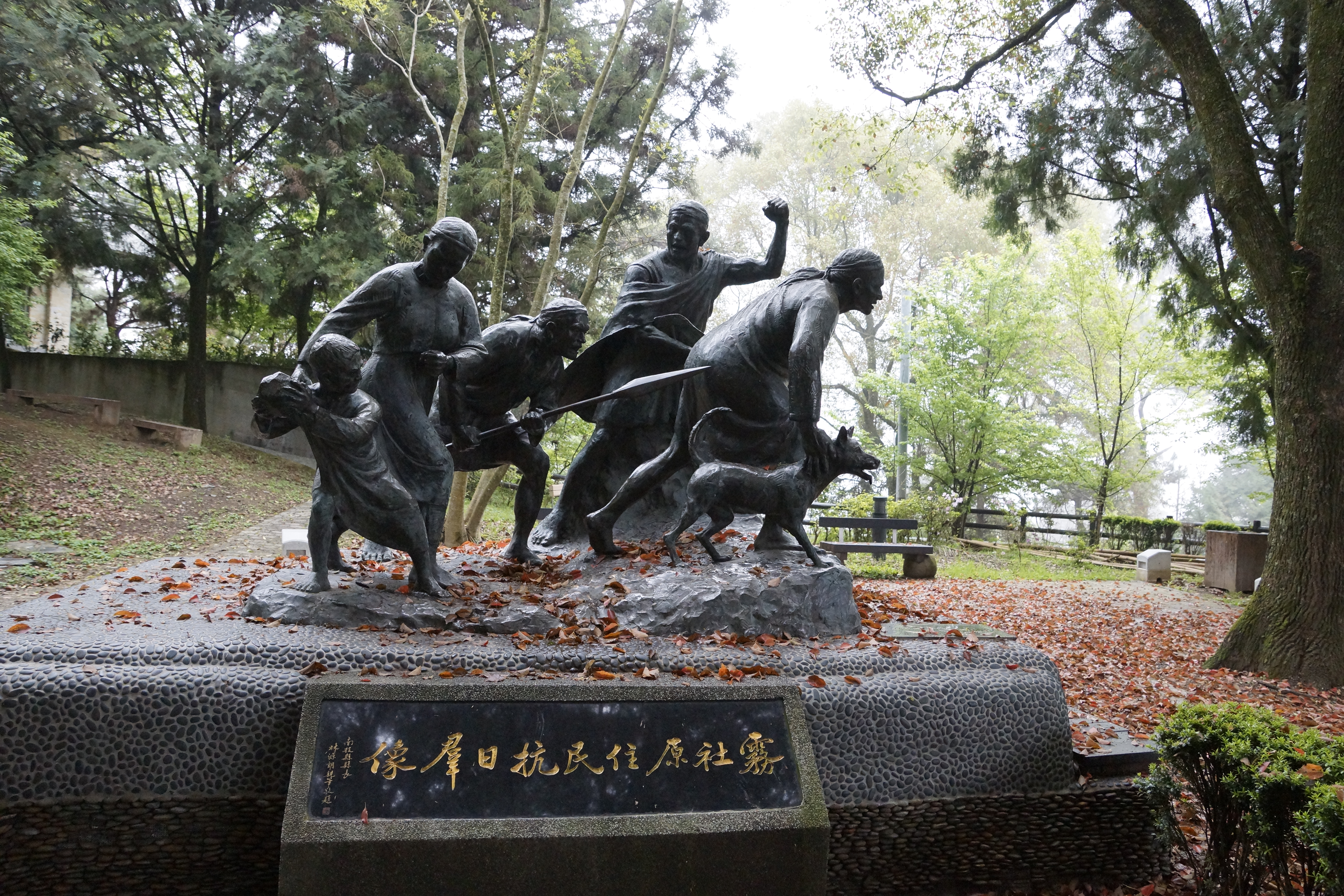
霧社事件紀念雕像

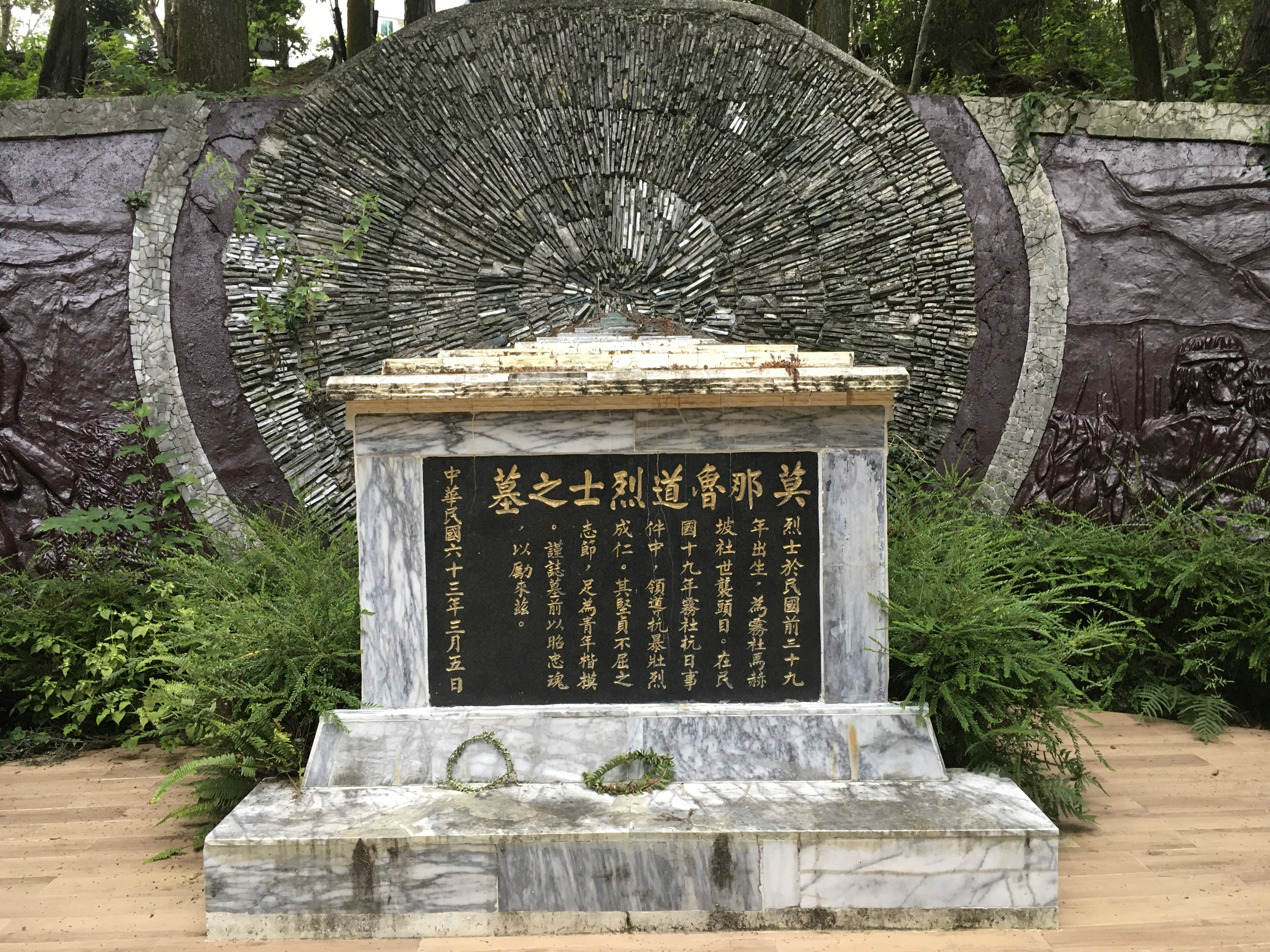
莫那魯道烈士之墓

### 入祀忠烈祠
列舉部分入祀國民革命忠烈祠的乙未戰爭陣亡義士：

- 武烈士祠
  - 吳湯興

- 文烈士祠
  - 姜紹祖
  - 徐驤

列舉部分入祀國民革命忠烈祠的抗日游擊戰陣亡義士：
- 文烈士祠
  - 柯鐵（柯鐵虎）
  - 簡大獅
  - 林少貓

列舉部分入祀國民革命忠烈祠的原住民抗日陣亡義士：
- 文烈士祠
  - 莫那魯道

## 和台灣日治時期相關的研究書目舉隅
(按照作者姓氏之漢語拼音順序排列；只收入專書，單篇論文不收入)
- Barclay, George W. 1954. Colonial Development and Population in Taiwan. Princeton, N.J.: Princeton University Press.
- 陳芳明，1998a，左翼台灣：殖民地文學運動史論。台北：麥田出版。
- 陳芳明，1998b，殖民地台灣：左翼政治運動史論。台北：麥田出版。
- 陳虹文，2001，日本殖民統治下台灣教育政策之研究：以公學校國語教科書內容分析為例 。國立中山大學教育研究所碩士論文。
- Chen, I-te. 1968. Japanese Colonialism in Korea and Formosa: A Comparison of Its Effects upon the Development of Nationalism. Ph.D. diss., University of Pennsylvania.
- 陳玲蓉，1992，日據時期神道統治下的台灣宗教政策。台北：自立晚報。
- 陳怡宏，2001，忠誠和反逆之間—1895～1901年間台北、宜蘭地區「土匪」集團研究 。國立臺灣大學歷史學研究所碩士論文。
- Ching, Leo T. S. 2001. Becoming "Japanese": Colonial Taiwan and the Politics of Identity Formation. Berkeley and Los Angeles: University of California Press.
- Chou, Wan-yao. 1991. The Kominka Movement: Taiwan under Wartime Japan, 1937-1945. Ph.D. diss., Yale University.
- 川路祥代，2002，殖民地臺灣文化統合與臺灣傳統儒學社會(1895-1919)。國立成功大學中國文學系博士論文。
- 戴國煇、魏廷朝，2002，臺灣霧社蜂起事件：研究與資料。臺北縣新店市：國史館。
- 方孝謙，2001，殖民地台灣的認同摸索：從善書到小說的敘事分析，1895-1945。台北：巨流。
- Fix, Douglas Lane. 1993. Taiwanese Nationalism and Its Late Colonial Context. Ph.D. diss., The University of California, Berkeley.
- Fong, Shiaw-chian. 1993. Achieving Weak Hegemony: Taiwanese Cultural Experience under Japanese Rule, 1895-1945. Ph.D. diss., The University of Chicago.
- 黃昭堂，1989，台灣總督府，黃英哲譯。台北：自由時代。
- 黃昭堂主編，1999，後藤新平‧新渡戶稻造研究。台北：現代文化基金會。
- 漢人（黃玉齋），1926，臺灣革命史。上海：泰東書局。（1945年翻印。屏東：新民書局。）
- 簡炯仁，1991，台灣民眾黨研究。台北縣板橋市：稻香。
- 簡炯仁，1997，台灣共產主義運動史。台北：前衛。
- 柯志明，2003，米糖相剋：日本殖民主義下台灣的發展與從屬。台北：群學。
- Kerr, George H. 1974. Formosa: Licensed Revolution and the Home Rule Movement, 1895-1945. Honolulu: The University of Hawaii Press.
- 藍博洲，1993，日據時期台灣學生運動 1913-1945年。台北：時報文化。
- 劉彥君，2006，強盜或抗日，以日治法院判決中的「匪徒」為核心。國立臺灣大學法律學研究所碩士論文。
- 李文卿，2001，殖民地作家書寫策略研究：以皇民化運動時期《決戰台灣小說集》為中心。暨南國際大學中國語文學系碩士論文。
- 連溫卿，1988，台灣政治運動史，張炎憲、翁佳音編校。台北：稻鄉。
- 林柏維，1996，文化協會的年代。台中：台中市文化中心。
- 林繼文，1996，日本據台末期（1930-1945）戰爭動員體係之研究。台北：稻鄉。
- 劉怡芬，2003，日本殖民地時期台灣的高等教育之研究。淡江大學日本研究所碩士論文。
- Lo, Ming-cheng M. 2002. Doctors within Borders: Profession, Ethnicity, and Modernity in Colonial Taiwan. forward by Jennifer Robertson. Berkeley and Los Angeles: University of California Press.
- 盧修一，1990，日據時代台灣共產黨史。 台北：前衛。
- Myers, Ramon H., and Mark R. Peattie. eds. 1984. The Japanese Colonial Empire, 1895-1945. Princeton, N.J.: Princeton University Press.
- 矢內原忠雄，1999，日本帝國主義下的台灣，周憲文譯。台北：海峽學術。
- 蘇乃加，2002，日據時期臺灣武裝抗日事件之研究：以西來庵事件為探討主題。中國文化大學日本研究所碩士論文。
- Ts'ai, Hui-yu Caroline. 1990. One Kind of Control: The Hoko System in Taiwan under Japanese Rule, 1895-1945. Ph.D. diss., Columbia University.
- Tsurumi, Patricia E. 1977. Japanese Colonial Education in Taiwan, 1895-1945. Cambridge, Mass.: Harvard University Press.
- 王泰升，1999，台灣日治時期的法律改革，周憲文譯。台北：聯經。
- 王曉波，1997，台灣抗日五十年。台北：正中書局。
- 翁佳音，1986，台灣漢人武裝抗日史研究：1895-1902。台北：國立台灣大學出版委員會。
- 吳密察，1994，台灣近代史研究。臺北：稻鄉出版社。
- 吳三連等，1971，台灣民族運動史。台北：自立晚報。
- 吳文星，1992，日據時期臺灣領導階層之研究。台北：正中書局。
- 許世楷， 1984，日本統治下的台灣。東京：東京大學出版會。（中文版：2006。臺北：玉山社）
- 楊碧川，1988，日據時代台灣人反抗史。台北：稻鄉。
- 楊建成，1995，台灣士紳皇民化個案研究：日治時期450位台灣士紳改換日本姓氏之個案統計分析。台北縣板橋市：龍文。
- 葉榮鐘，2000，日據下台灣政治社會運動史。台北：晨星出版。
- 中村孝志，2002，中村孝志教授論文集：日本南進政策與台灣，卞鳳奎譯。台北：稻鄉。
- 周婉窈，1989，日據時代的台灣議會設置請願運動。台北：自立晚報。